# 桂福若
桂 福若（かつら ふくわか、1969年3月11日 - ）は大阪府大阪市出身の落語家。所属事務所は現在はフリー（過去には松竹芸能に所属）。本名は黒川 清澄。父は4代目桂福團治、母は声帯模写で吉本興業所属の翠みち代。

## 略歴
大阪市住吉区に産まれる。
幼少時から歴史小説を愛読し、中学生のときに歴史の授業で紹介された乃木希典（陸軍大将）の水師営の会見のエピソード（降伏したロシア側司令官との面会時に帯刀を許したことが、敗軍の将の名誉を重んじたとして世界中から称賛を受けた）に感銘を受ける。府立高校に進学するが、“自虐教育”一色だったこともあり、教師への反発心で学校から不登校となり中退する。高校中退後、生活が荒れ、両親に更生施設に入れられ同年代の少年たちと共同生活を送る。その施設職員に元日本軍人がいて、「歴史の生き証人」から直接話を聞いて「日本人、日本の国柄とは何か」と深く考えるようになったと本人は語っている。
1987年11月に 父でもある4代目桂福團治に入門し「福若」を名乗る。1992年頃から一門会の高座に上がるようになる。
2005年頃、仏教系大宗派の寺院関係者から依頼された寄席の後に行われた懇親会で、日本国憲法についての意見を求められ、否定的な自説を述べたところ懇親会の空気が変わり、以降、寄席に呼ばれなくなった。後援者からの悪評、同業者の陰口もあり、仕事が激減し苦しい生活を送るようになる。
2013年頃から、日常生活のトラブルをネタにすることを思いつき、法律や裁判の勉強を始め、日本国憲法に行きつく。2014年7月には日本国憲法前文や日本国憲法第9条をテーマにとした憲法改正落語、その流れから2015年8月には天満天神繁昌亭夜席にて「本当にあった日本の美しい噺」を主催し、愛国落語を確立させる。福若のこういった活動を有田芳生を始めとした進歩的文化人は快く思っておらず、上方落語協会に抗議し圧力をかけていた。
2020年、上方落語協会の公式サイトから名前が弟子の桂若奴とともに削除される。理由は不明。落語家としての活動は継続している。

## エピソード
1985年10月16日の阪神タイガース優勝時に、最初に戎橋から道頓堀川に飛び込んだ。巨人ファンの桂福若は当時高校2年生で、阪神ファンの友人と阪神が優勝するか否かで言い合いとなり、「（阪神が優勝したら、）道頓堀に飛び込んだるわ！」と言ったのがきっかけ。

## 憲法改正落語
憲法改正落語とは、憲法改正を訴える創作落語。
主人公がご隠居に憲法について質問する形で、今の憲法の問題点を笑いを交えつつ述べる。

## 映像作品
- 『DVD 誰にでもわかる憲法改正の話 落語篇』（日本会議事業センター：2014年）

## 所属団体
- 尊皇隊[5]。
- 2014年4月「谷口雅春先生を学ぶ会」第2回全国大会で「体験発表」を披露した縁から、上述の繁昌亭イベントや2016年にかけての福若による落語会の主催やゲストには「新教育者連盟」や中曽千鶴子等の生長の家本流運動、ならびに日本会議大阪関係者[6]も参加して賑わった[7][8]。